# Door Door
Door Door (яп. ドアドア доа доа) — японская компьютерная игра, разработанная программистом Коити Накамурой и выпущенная в феврале 1983 года компанией Enix. Изначально предназначалась для домашнего компьютера NEC PC-8801, но позже была портирована на многие другие платформы, в том числе на Famicom и мобильные телефоны.
По жанру сочетает элементы платформера и головоломки, игрок должен противостоять враждебным инопланетянам, запирая их в расставленные на уровнях двери. В 2006 году обозреватели популярного японского журнала Famitsu назвали Door Door в числе лучших игр для приставки Famicom, поставив её рядом с такой классикой как Donkey Kong и Super Mario Bros., однако, несмотря на свою известность, игра никогда не выходила за пределами Японии.

## Игровой процесс
Door Door представляет собой платформер с элементами головоломки, от игрока требуется интуиция и ловкость, а также умение продумывать выигрышную стратегию. Под контролем находится персонаж по имени Тюн, маленькое шарообразное существо в бейсбольной кепке, которого постоянно преследуют управляемые искусственным интеллектом пришельцы, перемещающиеся по детерминированным путям. Наиболее предсказуемы движения пришельцев Намегона и Аметяна, следующих за главным героем напрямую по самым коротким траекториям, тогда как Инвекун всегда ходит окольными путями по лестницам, а Отапён ловит Тюна прыжками.
Для перехода на следующий уровень игрок должен заманить всех инопланетян в двери и, прежде чем они успеют выбраться, наглухо там закрыть. Двери могут открываться и закрываться с разных сторон в зависимости от расположения ручек, причём закрытые двери с запертыми внутри врагами невозможно открыть снова. Персонаж умирает от одного прикосновения к пришельцу — необходимо убегать от них или перепрыгивать, также на экране иногда появляются бомбы и гвозди, прикосновение к ним тоже приводит к летальному исходу. После гибели персонажа игроку предоставляется возможность продолжения, игра возобновляется с того же уровня, причём все ранее запертые враги исчезают, а использованные двери вновь открываются.
В верхней части экрана отображаются набранные очки, рекорд по очкам, номер текущего уровня и количество оставшихся жизней. Очки даются за каждого запертого пришельца, плюс специальный бонус в случае поимки сразу нескольких в одну дверь, а также за найденные на уровне предметы в виде кондитерских изделий: конфет, фруктового льда, леденцов, шариков мороженого, кусочков торта и костей для маджонга. Игрок начинает с тремя жизнями, затем в ходе прохождения получает дополнительную жизнь за набранные 10 тысяч очков и далее ещё по жизни за каждые 20 тысяч. Если все жизни закончились, наступает конец игры, после которого надо начинать прохождение с самого первого уровня.
По мере развития событий уровни становятся всё сложнее и сложнее, для поимки пришельцев приходится продумывать точную стратегию поведения. Например, на восьмом уровне из врагов присутствует один только прыгающий Отапён, игрок должен подпрыгивать в определённые моменты, чтобы противник повторял эти движения и таким образом перебрался на нужную платформу. Во время прохождения может создаться такая ситуация, когда все двери уже использованы, а пришельцы ещё остались — в этом случае наступает безысходность, при которой игроку ничего другого не остаётся как пожертвовать жизнью. Наиболее явно эта проблема выражена на десятом уровне, где в одну единственную дверь по очереди забегают сразу два Намегона, но герой успевает захлопнуть только одного из них. Здесь, чтобы не возникла безвыигрышная ситуация, необходимо выпустить обоих из двери, подождать их сближения и закрыть уже во время следующего их попадания в дверь.
Последний пятидесятый уровень настолько сложен, что приводит к безвыиграшной ситуации при малейшем неправильном движении, в результате чего приходится добровольно расставаться с жизнью и пробовать снова. Какая-либо концовка в игре отсутствует, после окончания финальной головоломки прохождение просто начинается с самого первого уровня, при этом все набранные очки и жизни сохраняются, то есть счёт посредством повторных прохождений можно увеличивать бесконечно.

## Разработка
История создания Door Door берёт начало в 1982 году, когда японский предприниматель Ясухиро Фукусима побывал в США и ознакомился с быстро растущим рынком игр для персональных компьютеров, после чего основал игровую компанию Enix. Сам он не был программистом, поэтому решил сделать акцент на издании работ молодых талантливых разработчиков — с целью поиска кадров компания организовала национальный конкурс программирования. Среди трёхсот участников победила игра ученика старшей школы Коити Накамуры про героя, заманивающего злых пришельцев в двери-ловушки. Как результат, компания приобрела у него права на Door Door, и автор получил трудоустройство в Enix.
Игре сопутствовал очень большой успех, она издавалась на многих японских компьютерах, а общий тираж превысил 200 тысяч копий. Приблизительно в то же время на рынке появились похожие идейно аркады Mappy и Elevator Action, хотя доподлинно неизвестно, кто у кого заимствовал данную концепцию. В 1984 году Накамура основал при Enix дочернюю студию Chunsoft, которую назвал в честь своего главного героя Тюна.
Позднее Door Door появилась для компьютеров стандарта MSX и в 1985 году для быстро набиравших популярность консолей Famicom. Новые версии были несколько улучшены, например, количество уникальных уровней возросло до ста, причём в меню появилась опция, позволяющая начинать прохождение сразу с середины, то есть с пятьдесят первого уровня. Кроме того, в консольную версию была добавлена возможность играть вдвоём по очереди. Однако не все переиздания изменились исключительно в положительную сторону — в некоторых наблюдается ухудшение качества. Так, на компьютерах MSX значительно снижена частота смены кадров, что вызвано техническими ограничениями платформы. В версии для Fujitsu's FM-7 хуже качество звука, поскольку данная платформа не поддерживает исходный звуковой формат, а в версии для PC-6001 из-за цветовых ограничений фон синий вместо чёрного. На старых компьютерах в связи с нехваткой памяти часто присутствуют только сорок уровней из пятидесяти или ста.
В марте 2004 года, в рамках празднования двадцатилетнего юбилея студии Chunsoft, была выпущена версия Door Door для мобильных телефонов 505i и 900i, подключённых к оператору связи NTT docomo. Скачивание стало доступным по технологии FOMA с официального сайта компании при подписке за 300 иен в месяц.